# Hans Buch (præst)
 Der er flere personer med dette navn, se Hans Buch.
Hans Buch (født 1. november 1698 i Aalsø ved Grenaa, død 28. november 1751 i Roskilde) var en dansk præst. 
Buchs far, magister Jacob Buch, var sognepræst; moderen hed Anna Cappel. I 1716 dimitteredes han fra Københavns Skole og tog 3 år efter attestats. Hans første præstevirksomhed var i hjemmet som faderens medhjælper, hvorfra han dog 1724 forflyttedes til Aarslev i Aarhus Stift og atter 1726 til sognekaldet ved Frue Kirke i Aarhus. Samme år tog han magistergraden. Da han imidlertid (29. november 1724) var bleven gift med biskop, senere konfessionarius, Søren Lintrups ældste datter Birgitte, kom han, rimeligvis ved svigerfaderens protektion, allerede som 30-årig som sognepræst til Københavns Garnisonskirke, og knap et år efter (1729) tildeltes ham embedet som domprovst i Roskilde, hvor han døde. Foruden nogle prædikener har han udgivet et digt i anledning af reformationsfesten 1736 (Josias i Danmark); men i manuskript efterlod han sig adskilligt, deriblandt Roeskildia subterranea, hvoraf afskrift findes i det antikvarisk-topografiske arkiv i København. Den latinske sørgetale, som svigerfaderen holdt i Odense ved Frederik IV's død, ville Buch have udgivet med en dedikation til Christian VI, men det kom ikke dertil.